# گویش بهشهری
گویش بهشهری یا تاتی بهشهری یا مازندرانی بهشهری گویشی از زبان تاتی است که در نواحی شرقی استان مازندران همچون شهرستان بهشهر و شهر بهشهر گویش می‌شود و با گویش‌های طبری نکا، ساری، گلوگاه ، بندرگز، کردکوی، گرگان و هزارجریب نزدیکی دارد. زبان مازندرانی زبانی است که در استان مازندران و قسمت‌هایی از استان‌های گلستان، سمنان، تهران و البرز رایج است. مازندرانی استان مازندران به سه گویش غربی، مرکزی و شرقی تقسیم می‌گردد. گویش طبری بهشهر جز گویش شرقی مازندرانی محسوب می‌شود. گویش مازندرانی شرقی در محدوده میان ساری تا علی آباد کتول گویش می‌شود. در کتاب راهنمای زبان‌های ایرانی که به ویراستاری رودیگر اشمیت منتشر شده، گویش بومی منطقه بهشهر و هزارجریب گویشی از زبان مازندرانی می‌باشد فردوس آقاگل‌زاده گویش بهشهری را گویشی از زبان مازندرانی معرفی می‌کند. در سال ۱۳۸۱ «واژه‌نامه بزرگ تبری» به ویراستاری «جهانگیر نصری اشرفی» منتشر شد که در بردارنده واژگانی از گویش‌های عباس‌آباد و آمل و بابل و بهشهر و علی‌آباد کتول و کردکوی و نوشهر و ساری و تنکابن و دیگر مناطق بود. در کتاب واژه‌نامه بزرگ تبری گویشی که در منطقه بهشهر تکلم می‌شود گویشی از زبان مازندرانی می‌باشد.